# Cesenatico
Cesenatico (romanyol nyelven Ziznatic) település Olaszországban, Emilia-Romagna régióban, Forlì-Cesena megyében. Lakosainak száma 25 921 fő (2023. január 1.). Cesenatico Cesena, Gatteo, Cervia és Gambettola községekkel határos.

## Népesség
A település lakossága az elmúlt években az alábbi módon változott:
| Lakosok száma | 25 796 | 25 959 | 25 921 |
|               | 2015   | 2018   | 2023   |